# Тронов, Борис Владимирович
Борис Владимирович Тронов (1891—1968) — советский учёный-химик, доктор химических наук, профессор.
Автор около 300 работ по проблемам органической химии, включая монографии и учебные руководства.

## Биография
Родился 26 марта (8 апреля по новому стилю) 1891 года в селе Змеиногорск (ныне город) Бийского округа Томской губернии в семье врача Владимира Дмитриевича Тронова и его жены — Валентины Константиновны Недосековой, преподавателя гимназии. Его брат — Михаил Тронов, стал советским учёным-климатологом.
В 1902—1905 годах Борис учился в Томской мужской гимназии. После переезда семьи в Москву, продолжил обучение в 10-й мужской гимназии, которую окончил с золотой медалью в 1909 году и поступил на естественное отделение физико-математического факультета Императорского Московского университета и окончил его с дипломом I степени. В числе его учителей были профессора Н. Д. Зелинский и В. В. Челинцев. Остался работать в университете, где в 1918 году сдал экзамен на степень магистра химии. В мае 1918 года во время поездки к родным в Барнаул заболел воспалением легких и не смог вернуться в Москву из-за начавшейся Гражданской войны.
В ноябре 1919 года Борис Тронов приехал в Томск и в феврале 1920 года стал приват-доцентом Томского государственного университета. С апреля 1920 года — исполняющий обязанности преподавателя органической химии, с сентября 1923 года — профессор, заведующий кафедрой органической химии физико-математического факультета Томского университета. В октябре 1924 года перешел в Томский технологический институт (ныне Томский политехнический университет), где с октября 1924 года был профессором, а с 1926 года — заведующим кафедрой органической химии. По совместительству преподавал в Томском университете и в Томском мукомольно-элеваторном институте (ныне Томский государственный архитектурно-строительный университет). В 1937 году Б. В. Тронову была присуждена степень доктора химических наук без защиты диссертации. В 1946 году был утвержден в ученом звании профессора кафедры органической химии. Под его руководством было подготовлено 63 кандидата наук и 9 докторов наук.
Умер 13 декабря 1968 года в Барнауле.
Б. В. Тронов был женат на Екатерине Вацлавовне Матусевич — дочери военного. Их сын Андрей (род. 1936) окончил физико-технический факультет Томского политехнического института, преподавал в Алтайском государственном университете.

## Деятельность с братом
Вместе с Михаилом Троновым до Октябрьской революции Борис Владимирович занимался исследованием ледников и рек Алтая. Первую самостоятельную экспедицию они совершили в 1912 году, во время которой обследовали Южно-Алтайский хребет. 26 июля 1914 года братья впервые в мире поднялись на вершину горы Белухи — высшей точки Алтая. В 1915—1916 годах они исследовали ледники мест, где сходится пограничный Южно-Алтайский хребет с главным хребтом Монгольского Алтая. 28 июля 1916 года совершили восхождение на вершину высотой 3585 метров, находящуюся в передовом массиве Южного Алтая, названную ими Кругозорной. Всего Борис Владимирович Тронов предпринял более 40 экспедиций в Горный Алтай, участвовал в составлении каталога ледников, открыв с братом около 500 новых ледников. Работы в области гляциологии он прекратил в 1936 году.
В 2004 году в Томске одну из новых улиц микрорайона «Наука» назвали «Улица братьев Троновых» — в честь Б. В. Тронова и М. В. Троновых.

## Награды
- Орден «Знак Почёта» (12.12.1940) — «в ознаменование 40-летнего юбилея Томского индустриального института имени С. М. Кирова, за выдающиеся заслуги в деле подготовки высококвалифицированных инженерных кадров»